# Caibarién
Caibarién là một đô thị ở tỉnh Villa Clara của Cuba.
Khu định cư được thiết lập năm 1841, và được lập thành đô thị năm 1876.
Caibarien được gọi là "La Villa Blanca" (Thành phố Trắng) vì có các bãi biển cát trắng. Vùng này nổi tiếng với lễ hội "Parrandas" (Carnivals) cùng với Remedios (thị xã láng giềng cách đó 7 km) và Camajuani.

## Địa lý
Thành phố nằm ở bờ biển phía bắc của Cuba, giáp vịnh Buena Vista (Bahia de Buena Vista) của Đại Tây Dương. Đô thị này nằm ở vùng cực đông của tỉnh Villa Clara, gần biên giời với tỉnh Sancti Spíritus. Thành phố này có Sân bay Caibarien (IATA: -, ICAO: MUCB).
Thành phố Caibarien được chia thành các barrio: Primero, Segundo, Tercero, Cuarto và Quinto.
Thành phố này có các ngành kinh tế: ngư nghiệo, nông nghiệp (mía đường, thuốc lá, cây ăn quả). Du lịch cũng là ngành quan trọng.

## Dân số
Năm 2004, đô thị Caibarién có dân số 38.064 người. với diện tích 212 km² (81,9 mi²), và mật độ dân số 179,5người/km² (464,9người/sq mi).